# П'єр Гішо
П'єр Гішо (фр. Pierre Guichot, нар. 16 лютого 1963) — французький фехтувальник на шаблях, срібний (1984 рік) та бронзовий (1992 рік) призер Олімпійських ігор.

## Виступи на Олімпіадах
| Олімпіада         | Дисципліна          | Місце |
| ----------------- | ------------------- | ----- |
| Лос-Анджелес 1984 | індивідуальна шабля | 5     |
| Лос-Анджелес 1984 | командна шабля      | 2     |
| Сеул 1988         | індивідуальна шабля | 11    |
| Сеул 1988         | командна шабля      | 4     |
| Барселона 1992    | командна шабля      | 3     |